# Andrei Nikolajewitsch Krassowski

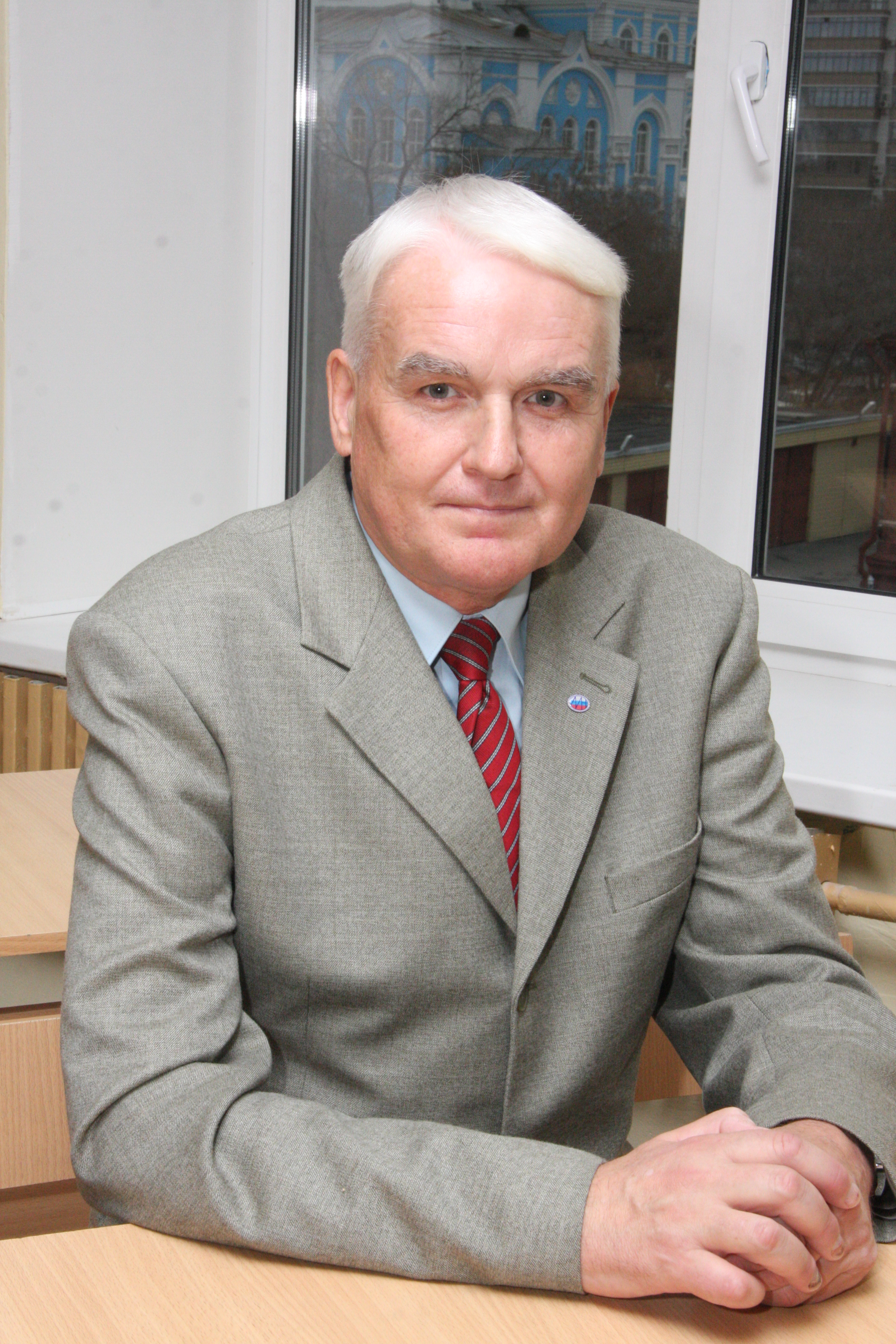
Andrei Nikolajewitsch Krassowski (2012)

Andrei Nikolajewitsch Krassowski (russisch Андрей Николаевич Красовский; * 23. Juni 1953 in Swerdlowsk) ist ein russischer Mathematiker und Hochschullehrer.

## Leben
Krassowski, Sohn des Mathematikers Nikolai Nikolajewitsch Krassowski, studierte in Swerdlowsk am Polytechnischen Institut des Urals (UPI) mit Abschluss 1975 in der Fachrichtung Hebe- und Transportmaschinen.
Anschließend arbeitete Krassowski am Lehrstuhl für Theoretische Mechanik der Mathematik-Mechanik-Fakultät der Ural-Universität (UrGU) in Swerdlowsk. Er spezialisierte sich auf Optimale Kontrolltheorie und Differentielle Spiele. Sein Lehrer war Juri Sergejewitsch Ossipow. Krassowski nahm an Konferenzen in den USA, in Österreich, Südkorea und Ungarn teil. 1986–1987 war er Gastwissenschaftler an der Universität Sarajevo. Er beteiligte sich am Projekt Dynamische Systeme des Internationalen Instituts für angewandte Systemanalyse (IIASA) in Laxenburg. 1992 verteidigte er erfolgreich seine Doktor-Dissertation an der Lomonossow-Universität Moskau. 1994 erfolgte die Ernennung zum Professor. Zusammen mit seinem Vater verfasste er ein Buch über Kontrolltheorie.
1995–2001 leitete Krassowski das Organisationskomitee der Finalrunden der Allrussischen Studentenolympiade für Theoretische Mechanik. Er leitete den Schachclub der Ural-Universität (1990–1999) und den Schachclub des UPI (1999–2011).
1999 kehrte Krassowski ans UPI zurück und leitete den Lehrstuhl für Multimedia-Technologie. 2011 wurde Krassowski Professor des Lehrstuhls für Grafik und Maschinenkomponenten der Landwirtschaftsakademie des Urals in Jekaterinburg.